# 解放街道 (赣州市)
解放街道，是中华人民共和国江西省赣州市章贡区下辖的一个乡镇级行政单位。

## 行政区划
解放街道下辖以下地区：
西津路社区、新赣南路社区、八境台社区、西郊路社区、大新开路社区、南京路社区、建国路社区、解放路社区、姚衙前社区、健康路社区、中山路社区、洪城巷社区、和平路社区和尚书街社区。